# Intxortas
Los Intxortas es el apelativo plural por el que se conoce a tres pequeñas cumbres agrupadas situadas sobre la población guipuzcoana de Elgueta en el País Vasco, España. Pertenecientes a los llamados montes de Elgueta en el sistema de los Montes vascos están formados por los picos Intxorta, de 737 metros de altitud; Intxorta Txiki o también Mendratxu, de 710 metros, situado al este del mayor, y Gaztelumendi, de  713 metros situado al sur de la anterior.
El nombre de Intxortas toma relevancia a raíz de una episodio bélico acaecido en estos montes durante la guerra civil española de 1936.

## Descripción
Agrupadas sobre la localidad de Elgueta que se ubica en su ladera sur, y alzándose sobre el valle alto del río Deba, sobre Vergara, al este y al oeste sobre el valle del Ibaizábal y la señorial villa Vizcaína de  Elorrio las tres cumbres de los Itxortas, en euskera se las conoce como iru Intxortak, forman un pequeño conjunto "fortificado" que guarda en su interior un tupido bosques de pinos insignis alternados con algunas hayas y algunos robles y castaños entre los que se abre alguna campa de hierba como la que se extiende a los pies de la peculiar cumbre del Gaztelumendi cuyo nombre describe claramente la forma que tiene, Gaztelu = castillo, Mendi = monte. 
Airoso cuando se ve desde el fondo de los valles, los Intxortas se presentan muy accesibles desde Elgueta y la carretera que une esta población con el puerto de Campázar, el conocido como Camino de los Toldos. Al sur de esta carretera se emplaza una pequeña llanura que acoge la ermita de San Asensio y su lago, antigua mina a cielo abierto hoy inundada, antes de caer bruscamente hacia el Deva conformando el pequeño valle del río Anguiozar donde se ubica el barrio rural del mismo nombre y el de Marinddao con la ermita, antes iglesia, de Elixamendi que guarda una imagen de la virgen dando pecho al Niño Jesús.
Las cumbres del Intxorta, con sus casetas de comunicaciones y su bandera, así como la de su hermano pequeño el Mendratxu, están rodeadas de árboles y sus accesos se realizan por pequeños caminos que se abren entre la vegetación y las zarzas.
Son muchas las cicatrices, hoy ya ocultas por la maleza y mitigadas por el tiempo, que recuerdan el pasado  de la guerra. En sus suelo, los Intxortas, guardan todavía los huesos de los defensores de la Segunda República española y de los miembros de las fuerzas rebeldes al gobierno legítimo republicano procedentes, principalmente, de Navarra. 
En la batalla murieron muchos jóvenes soldados, gudaris (soldados del Euzko Gudarostea,  una milicia creada por el Partido Nacionalista Vasco) y milicianos mayormente vizcaínos y  soldados del llamado "bando nacional", fundamentalmente requetés de las brigadas navarras.
Casi un siglo después de aquellos hechos se remueve la tierra de estas montañas para encontrar y rescatar los restos de aquellos que fueron asesinados impunemente o cayeron en el fragor de la batalla y fueron olvidados .

## La batalla de los Intxortas

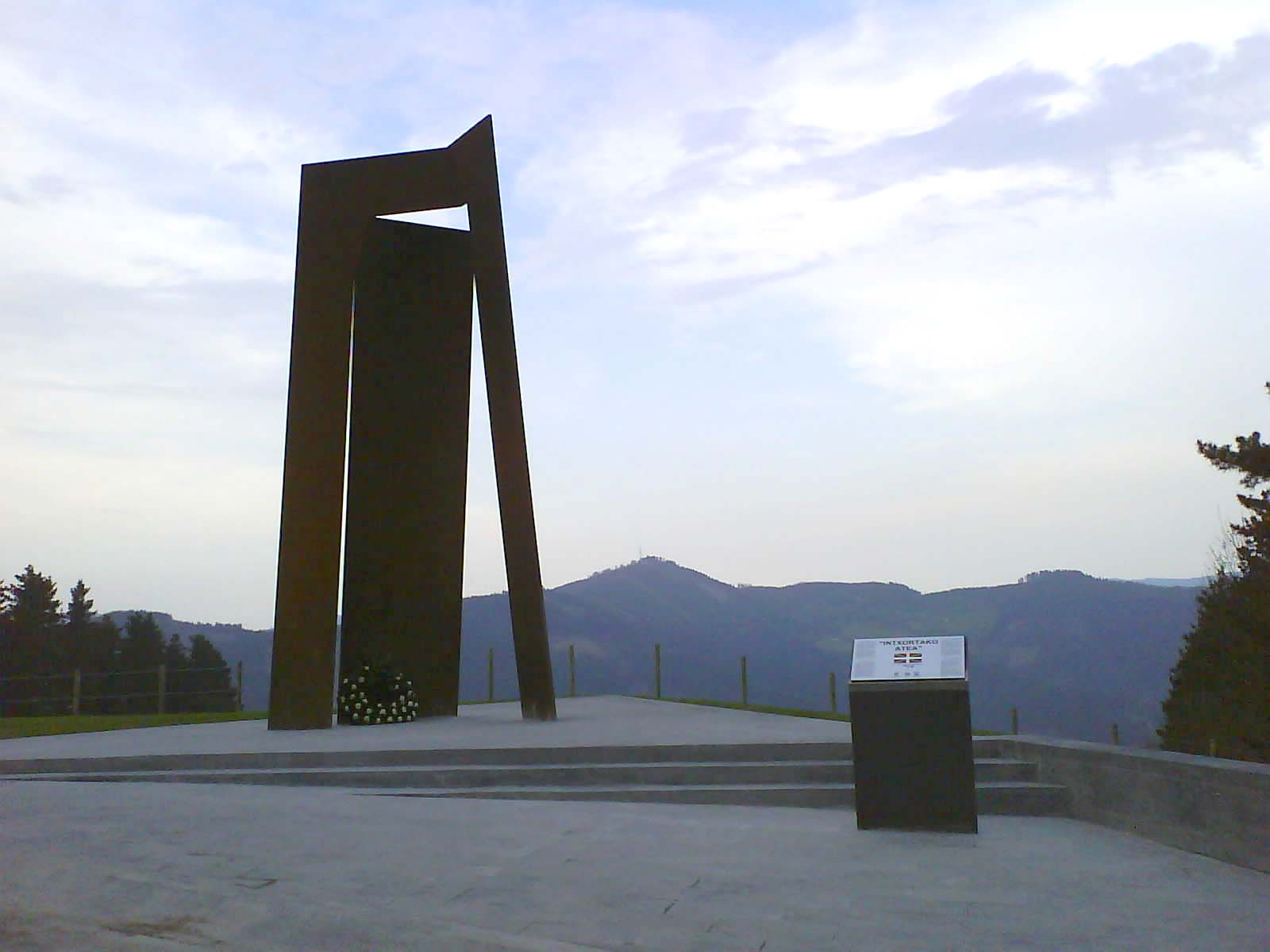
Intxortako atea, monumento a los gudaris caídos en defensa de la República.

En septiembre de 1936 las tropas sublevadas contra el gobierno de la república habían tomado la práctica totalidad de Guipúzcoa. La línea del frente se detiene justo entre la demarcación fronteriza entre Guipúzcoa y Vizcaya. En la costa la localidad vizcaína de Ondárroa está ocupada por los rebeldes mientras que a sus afueras se organiza la resistencia, Berriatúa es republicana y la línea del frente se extiende por el alto de Kalamendi, Kalamua y Akondia, dejando a Éibar en el fondo del valle del Ego defendiendo la república que allí nació cinco años antes. El frente sigue hacia Elgueta y se extiende, como marcado, por el Camino de los Toldos que une la villa de Elgueta con el puerto de Campázar sobre Vergara y el Udalaitz sobre Mondragón, ambas poblaciones en manos de los rebeldes golpistas. Al otro lado de las cumbres de los Intxortas se esconde Elorrio donde el mando republicano tiene un cuartel general para la defensa de esta parte de la línea de fuego. Del inexpugnable Udalaitz, por los altos de Memaia y el Besaide, sigue hacia el colado de  Zabalandi, Urquiola y el Saibi.
La defensa estaba encargada a diferentes organizaciones políticas y obreras, en los Intxortas estaban los gudaris de los batallones del PNV (los Saseta, Batallón Sabino Arana junto a las compañías del Euzko Gudarostea, Arratia y Padura) a su lado los Hermanos Proletarios y Juventudes Socialistas Unificadas con el batallón Octubre que defendían el puerto de Campázar y daban el relevo a la CNT que tenía al batallón Isaac Puente y al Malatesta ubicados en el Udalaitz y la compañía Zabalbide de Izquierda Republicana, hacia la costa estaban los milicianos comunistas del PCE con el Karl Liebknecht y socialistas de la UGT con el Jean Jaures.
El Camino de los Toldos era la verdadera línea del frente, hacia el este, debajo de la pequeña explanada que se forma antes de la pendiente del valle, se agrupaban las tropas insurgentes disciplinadamente jerarquizadas compuestas por IV Brigada de Navarra, mandada por el Coronel Camilo Alonso Vega. Estaban organizadas en 9 batallones,los tercios de requetés San Fermín, Lacar, Montejurra, Navarra, Nuestra Señora de Begoña, Zumalacarregui y Oriamendi, seis serían utilizados para atacar por el frente, saliendo a la pequeña explanada de San Asensio, luego tres batallones por cada lado realizarían ataques secundarios. Junto a ellos  los regimientos América y Arapiles y las tropas marroquíes del IV Tabor de Tetuán complementados por los italianos fascistas de la Brigada Mixta Flechas Negras y la escuadrilla de bombarderos y cazas alemanes Legión Cóndor y la Aviación Legionaria italiana.[cita requerida] El mando residía en Vergara.
Al oeste los republicanos se hacían fuertes utilizando a su favor la ventaja de la posición, algo elevada y con fácil visión de tiro sobre el valle y la explanada de San Asensio.
Ya se habían producido ataques de los sublevados en esta parte del frente antes de la primavera de 1937 pero se habían rechazado (el 25 de septiembre los Carlistas habían llegado hasta la ermita de San Asensio y el 4 de octubre se vuelve a realizar otro ataque en el que llegaron a ocupar Gaztelumendi). Cuando los insurrectos abandonan la toma de Madrid deciden romper el frente del norte y tomar lo que queda del País Vasco. En marzo de 1937 la aviación alemana al servicio de los alzados bombardea las poblaciones en poder de la república. El 31 de marzo ataca Durango y comienza la presión sobre el frente. 

El 20 de abril de 1937 las tropas de la IV Brigada de Navarra inician el asalto a las posiciones republicanas de los Intxortas desde Vergara y Mondragón. La I Brigada de Navarra se moviliza en Ochandiano, ambas cuentan con un fuerte dispositivo artillero y con la ayuda de la aviación alemana. En los Intxortas el ataque es rechazado.
En la parte rebelde se señalan las razones del fracaso  a las dificultades orográficas, señalan literalmente que  “los Inchortas son verdaderas fortalezas” y a la desconexión entre artillería e infantería y a las víctimas causadas por el fuego amigo de los bombardeos de la aviación alemana. El parte de IV Brigada de Navarra señala 24 bajas entre los oficiales y 303 entre la tropa, de los cuales 45 son víctimas mortales, de ellos 32 son navarros.
El gobierno vasco redacta un informe en el que dice 

Desde primera hora de la tarde el enemigo demostró gran actividad en los sectores de Eibar, Elgueta y Elorrio. En el primero de ellos desarrolló intenso fuego de fusil y mortero, contrarrestado por el de nuestras tropas. En el de Elgueta, tras breve pero intensa preparación, lanzó su infantería en violento ataque sobre algunas de nuestras posiciones, apoyándola con nutrido fuego de artillería y con su aviación, siendo sangrientamente rechazado en toda la línea, produciéndole enorme cantidad de bajas y haciéndole fracasar en esta nueva ofensiva. Por último, en el sector de Elorrio hubo también intensa actuación de la artillería por las dos partes.

El 21 de abril las tropas franquistas suben por Aramayona y Ochandiano tomando el Tellamendi rompiendo el frente a la altura de Zabalandi. Los atacantes son la Primera brigada del Batallón Navarra y la defensa está a cargo del Batallón Octubre. Pronto los altos de Memaia quedan el poder de los sublevados y estos se extienden por el Udalaitz y Campázar. Por el este, desde Vergara, los sublevados atacan en el camino de los Toldos. La ventaja de la posición de la república hace que el ataque sea muy cruento, la pequeña llanura de San Asensio se cubre con cientos de cuerpos de soldados atacantes y las trincheras de los Intxortas se llenan de la sangre de los defensores abatidos por los ataques de la aviación, que ese día casi no pudo actuar debido a la lluvia, son más de 400 los caídos por ambas partes. Algunos batallones de los defensores son relevados entrando en escena el Loyola de PNV, los Sacco y Vanzetti de la CNT, el Larrañaga del  PCE, el Largo Caballero y el Castilla de las Juventudes Socialistas Unificadas.
El jueves 22 de abril, la aviación fascista actúa insistentemente aprovechando la mejora del tiempo, el sector de Aramayona queda definitivamente roto el frente. La defensa de Udalaitz se retira la noche del 22 tras haber resistido dos días de duros ataques. La retirada se realiza por discrepancias políticas con el Gobierno Vasco, que tras varias disputas acaban con la confiscación del local del periódico "Nervión" en Bilbao  que la CNT había adquirido. El 23 a la mañana las tropas insurgentes avanzan por el Besaide sin resistencia desde el Udalaitz (otras versiones, como la defendida por el comandante republicano del puesto de Elgueta Pablo de Beldarrain Olalde dicen que abandonaron la posición al verse sorprendidos por la retaguardia, los milicianos anarquistas llegan a  pensar en que les han traicionado). Se concentra la defensa en el puerto de Campázar.
El 24 los defensores de los Intxortas ven como se acercan tropas rebeldes por el sur, desde Campázar, por Zabaletamendi y son bombardeados desde Elorrio que esa misma mañana cae en manos de los sublevados.
La resistencia se hace imposible y se ordena la retirada. Los defensores se repliegan hacia Zaldívar por el valle del regato de Aixola y hacia Éibar. Cae la posición, Elgueta es tomada ese mismo día a las 16,00 horas por los Tercios Carlistas. Las tropas del General Mola logran el primer objetivo de la segunda parte de la ofensiva.

## Rutas de ascenso
El ascenso más habitual se realiza desde Elgueta, bien desde la ermita de San Román o desde las inmediaciones de la ermita y zona recreativa de San Asensio, (justo donde se dio la parte más dura de la batalla) en el cruce entre la carretera que va a Campázar y la que baja a Anguiozar, este punto se llama Iturutz.

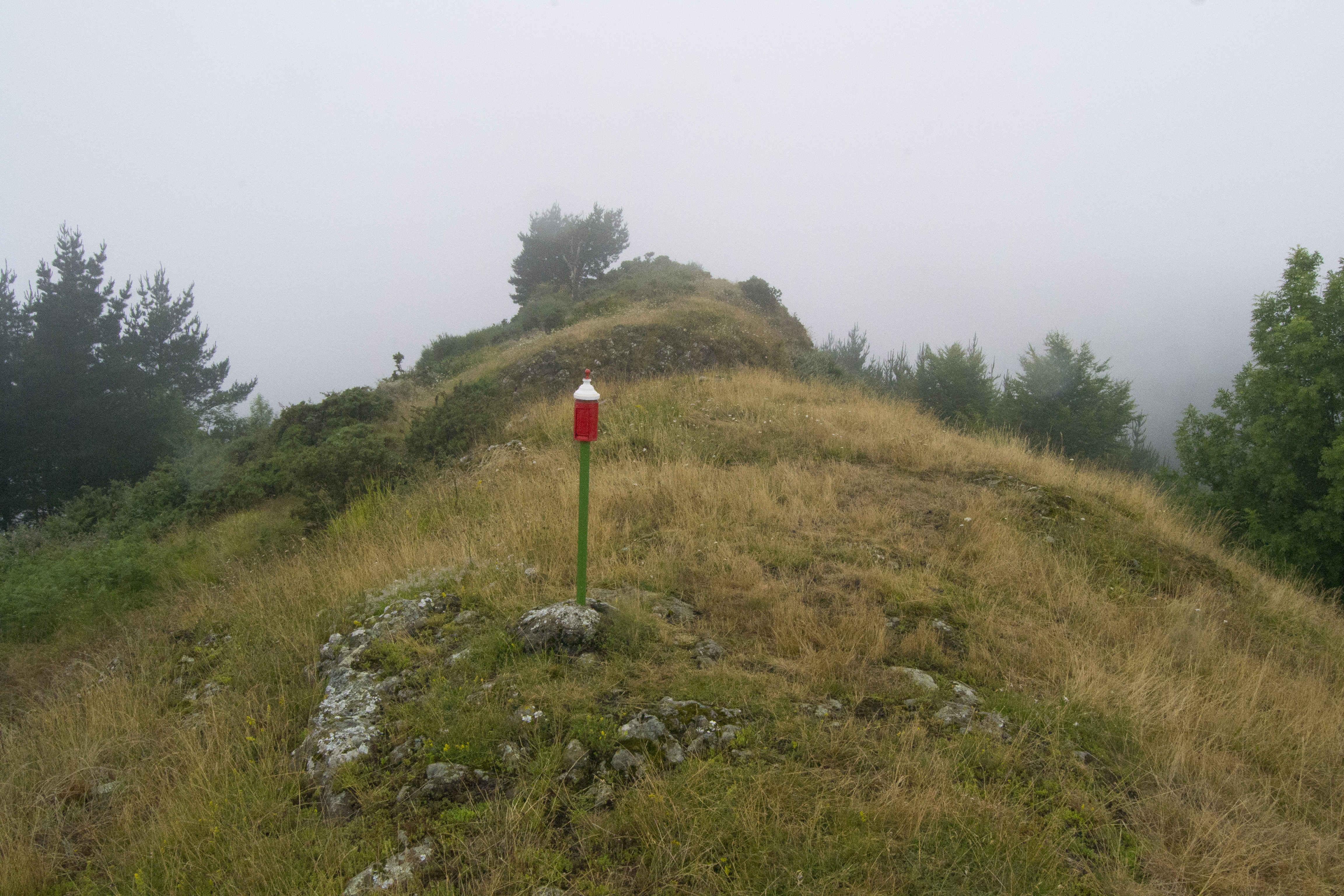
Cumbre del Gaztelumendi.

Desde Elorrio se sube por el barranco de Intxorta.
Tiempos de accesos
- Elgueta (3h).
- Iturutz (45').
- Elorrio(1h 30 m).[1]